# Joaquim de Sentmenat i de Sarriera
Joaquim de Sentmenat i de Sarriera   (Barcelona, 1894 - 2 de març de 1968) fou un polític català, VIII marquès de Sentmenat i X marquès de Ciutadilla, Gran d'Espanya.

## Trajectòria
Fill de Joaquim de Sentmenat i Patiño i Joaquima de Sarriera i de Vilallonga, a la mort del seu pare en 1924 va heretar els dos marquesats. En 1920 es casà amb María de la Soledad Osorio de Moscoso y Reynoso (1901-1975), IV duquessa de Santángelo, Gran d'Espanya i dama d'honor de la reina.
Tenia grans propietats a Castellar del Vallès i fou membre del consell d'administració del Banco Vitalicio de España. Va col·laborar amb la dictadura de Primo de Rivera i el 1924 fou nomenat regidor de l'ajuntament de Barcelona. Es va mostrar hostil a la Segona República Espanyola des del primer moment degut als plets per la retirada dels seus títols nobiliaris i els plets amb el municipi de Sentmenat per la canalització de les aigües de les seves terres. El 1932 va col·laborar amb la Sanjurjada. El seu pla era apoderar-se de l'Ajuntament de Barcelona, però el cop fracassà, fou detingut i deportat a Villa Cisneros (Sàhara Espanyol). El febrer de 1934 fou amnistiat pel govern d'Alejandro Lerroux. Quan esclatà la guerra civil espanyola va fugir cap al bàndol revoltat i les seves terres foren expropiades. Va lluitar en l'exèrcit revoltat com a capità d'artilleria i el 28 de gener de 1939 entrà a Sentmenat al capdavant de les tropes que comandava.
Fou president de la Societat del Gran Teatre del Liceu, president del Reial Cos de la Noblesa Catalana i cavaller de la Maestrança de València.

## Llegat
Tingué la seva residència al Palau de Sentmenat de Sarrià actualment seu de l'escola Eina, i a la Casa del Marquès de Sentmenat de la plaça d'Urquinaona de Barcelona, desapareguda el 1974.
El 1942 se li dedicà el darrer tram de l'antiga Travessera Vella de Les Corts, amb el nom de carrer de Marquès de Sentmenat, que es manté actualment.